# Scinax similis
Scinax similis é uma espécie de anfíbio da família Hylidae. Pode ser encontrada no Brasil, nos estados do Espírito Santo, Rio de Janeiro e São Paulo, e no Paraguai (Itapúa, Misiones).